# Sirgora
Sirgora è una suddivisione dell'India, classificata come census town, di 8.485 abitanti, situata nel distretto di Chhindwara, nello stato federato del Madhya Pradesh. In base al numero di abitanti la città rientra nella classe V (da 5.000 a 9.999 persone).

## Geografia fisica
La città è situata a 22° 12' 42 N e 78° 52' 55 E.

## Società

### Evoluzione demografica
Al censimento del 2001 la popolazione di Sirgora assommava a 8.485 persone, delle quali 4.414 maschi e 4.071 femmine. I bambini di età inferiore o uguale ai sei anni assommavano a 1.184, dei quali 616 maschi e 568 femmine. Infine, coloro che erano in grado di saper almeno leggere e scrivere erano 5.374, dei quali 3.162 maschi e 2.212 femmine.